# Leslie Stefanson
Leslie Stefanson (Fargo, 10 de maio de 1971) é uma atriz e escultora americana. Ela é mais conhecida por interpretar o papel-título como Capitã Elisabeth Campbell no filme A Filha do General, e Joan Bennett Kennedy na minissérie de televisão Jackie, Ethel, Joan: As Mulheres de Camelot. Sua escultura, La Bestia, ganhou o prêmio principal da National Sculpture Society em 2019.

## Biografia
Leslie nasceu em Fargo, Dakota do Norte em 1971, e foi criada em Moorhead, no Minnesota. Ela é de ascendência islandesa, com seus avós paternos, Skúli Stefánsson e Heffie Einarson, emigrando da Islândia. Ela estudou literatura em Nova Jersey na Drew University na Columbia UniversityNova Iorque. Em 1993, ela se formou em literatura inglesa pelo Barnard College. Ela era integrante de um grupo de teatro, modelou e apareceu em um anúncio da Lee's Jeans em 1997, que foi exibido durante o Super Bowl.
Em agosto de 2008, Stefanson deu à luz seu primeiro filho, um menino, com o ator James Spader.
A partir de 2024, ela faz esculturas de bronze e terracota na cidade de Nova Iorque.

## Filmografia
| Ano  | Título                                    | Papel                      | Notas                             |
| ---- | ----------------------------------------- | -------------------------- | --------------------------------- |
| 1994 | The Cowboy Way                            | Girl At Party              | [ 3 ]                             |
| 1996 | The Mirror Has Two Faces                  | Sara Myers                 | [ 3 ]                             |
| 1997 | Fool's Paradise                           | Elizabeth "Liz"            |                                   |
| 1997 | Flubber                                   | Sylvia, Weebo's Hologram   |                                   |
| 1997 | As Good as It Gets                        | Cafe 24 Waitress           |                                   |
| 1998 | Delivered                                 | Claire Moore               |                                   |
| 1998 | An Alan Smithee Film: Burn Hollywood Burn | Michelle Rafferty          | [ 7 ]                             |
| 1998 | Break Up                                  | Shelly                     |                                   |
| 1999 | The General's Daughter                    | Captain Elisabeth Campbell | [ 8 ] [ 9 ]                       |
| 2000 | Beautiful                                 | Joyce Parkins              | [ 10 ]                            |
| 2000 | Unbreakable                               | Kelly                      | [ 3 ]                             |
| 2001 | The Stickup                               | Natalie Wright             |                                   |
| 2001 | Jackie, Ethel, Joan: The Women of Camelot | Joan Bennett Kennedy       | TV miniseries                     |
| 2002 | Desert Saints                             | FBI Agent Donna Marbury    |                                   |
| 2002 | MDs                                       | Shelly Pangborn            | 10 episodes                       |
| 2003 | The Hunted                                | Irene Kravitz              | [ 11 ]                            |
| 2003 | Alien Hunter                              | Nyla Olson                 |                                   |
| 2019 | Glass                                     | Kelly                      | Archival footage from Unbreakable |